# Miosite granulomatosa
Per  miosite granulomatosa in campo medico, si intende una rara forma di miosite. 

## Sintomatologia
Fra i sintomi e i segni clinici ritroviamo dolori a livello muscolari, granulomatosi. 

## Eziologia
Si mostra quando sono in corso alcune malattie come la sarcoidosi o la malattia di Crohn